# Atrichopogon petrosus
Atrichopogon petrosus är en tvåvingeart som beskrevs av Remm 1980. Atrichopogon petrosus ingår i släktet Atrichopogon och familjen svidknott. Inga underarter finns listade i Catalogue of Life.